# Закарян, Рут
Рут Закарян (англ. Ruth Zakarian; род. 6 февраля 1966 года) — американская модель, первая победительница конкурса красоты Юная Мисс США 1983 года.

## Биография
Родилась в Амстердаме, штата Нью-Йорк. По происхождению армянка. До победы в конкурсе, была няней у будущей Юной Мисс Нью-Йорк 1988 и 1-й Вице Мисс Юной Мисс США 1988.

## После Юной Мисс США
После конкурса, она снималась под сценическим именем Девон Пирс. Наиболее её заметная роль с именем Дайана Вестин, была в мыльной опере «Молодые и дерзкие». Также снялась в «Санта-Барбаре» в роли Изабелла Кастилло.